# GOLD (UVERworldの曲)
「GOLD」（ゴールド）は、UVERworldの楽曲。同グループ15枚目のシングルとして2010年3月31日にgr8!recordsから発売された。

## 概要
結成10周年、メジャーデビュー5周年のアニバーサリーイヤー第一弾作品。5thスタジオ・アルバム『LAST』からの先行シングル。
カップリング曲の「CHANGE」が映画『機動戦士ガンダム00 -A wakening of the Trailblazer-』のイメージソングに使用された。表題曲である「GOLD」にタイアップは付いていない。
アルバム先行としての発売であったが、50,004枚を売り上げ初登場2位を記録。
キャッチコピーは、『永遠を口にしたって最後の時は瞬間、動き出せ。』

## 収録内容
全作詞：TAKUYA∞, 編曲：UVERworld、平出悟
CD
1. GOLD
  - 作曲：TAKUYA∞、彰

メンバーは「過去最高のテンションで作れた」と語っている。TAKUYA∞は楽曲の方向性を「攻撃」「おしゃれ」「新世界」「破壊」とした[1]。歌詞については「ちょっと恋愛要素が入っているものの、『君が好き』や『大事にしていこう』というものではなく、『上手く愛することは簡単にはできないし、どれだけ一緒にいても別れなんて一瞬で訪れるけど、その一瞬めがけて最高に分かり合えれば良い』『最近は軽いノリの恋愛が溢れてるけど、それでもニセモノの愛なんて誰も望んでいない』とTAKUYA∞は語っている[1]。真太郎曰く「今までで一番ドラムを頑張った」。打楽器を数多く導入し「灰皿を叩く音」や「肘掛けを叩く音」まで入っている。PVは、ライブ映像を集め編集したものと、正式となる「2Dバージョン」および、国内史上初の3Dを使用した3種類のPVが存在する。正式なPVには制作費に1000万円以上をかけるなど従来の倍の経費を要し、2日かけて撮影が行われた。監督は石井貴英。過去にも、『激動』、『Roots』、『NO.1』のPVも手がけている。
2. CHANGE
  - 作曲：TAKUYA∞

映画『機動戦士ガンダム00 -A wakening of the Trailblazer-』のイメージソング。カップリング曲にタイアップが付くのは今回が初となる。のちに発売された「クオリア」のガンダム盤にも収録された。
3. MINORI
  - 作曲：TAKUYA∞

ワンコーラスはピアノをバックに歌唱し、バンドサウンドが入るのはサビを経た次のAメロからである。TAKUYA∞は「バンドでありながら、ワンコーラスをバンド無しで歌い切るのには勇気がいる」と語った。リリースから11年が経過した2021年9月の横浜アリーナ公演のライブにて初披露された。

## 初回生産限定盤
DVD
1. UVERworld classics vol.3 ＝
5thシングル「SHAMROCK」のカップリング曲「＝」のPV。
2. UVERworld 予告編
UVERworldの2010年の予告映像。5thスタジオ・アルバム『LAST』の発売予告もされている。

その他
- W購入者施策応募券（※「GOLD」と『LAST』）

## 初回限定仕様
- 『機動戦士ガンダム00』イラストワイドキャップステッカー仕様
- W購入者施策応募券（※「GOLD」と『LAST』）

## 収録アルバム
| 曲名   | 収録アルバム      | 発売日        | 備考                  |
| ------ | ----------------- | ------------- | --------------------- |
| GOLD   | 『LAST』          | 2010年4月14日 | 5thオリジナルアルバム |
| CHANGE | 『LAST』          | 2010年4月14日 | 5thオリジナルアルバム |
| GOLD   | 『ALL TIME BEST』 | 2018年7月18日 | 2ndベストアルバム     |
| MINORI | 『ALL TIME BEST』 | 2018年7月18日 | 2ndベストアルバム     |